# 本多忠紀
本多 忠紀（ほんだ ただとし）は、江戸時代後期の大名。陸奥国泉藩の第6代藩主。官位は従五位下・能登守。忠以系本多家9代。

## 経歴
文政2年（1819年）11月27日、第4代藩主・本多忠知の4男として誕生。万延元年（1860年）8月20日、兄で5代藩主・忠徳が死去した際、その養子として襲封した。同年9月1日、第14代将軍・徳川家茂に拝謁する。同年12月16日、従五位下能登守に叙任する。文久3年（1863年）10月1日に寺社奉行に任じられる。同年10月22日に奏者番の再置により同職を加役される。元治元年（1864年）7月6日に若年寄に昇進したが、同年12月12日に罷免され、帝鑑之間詰となった。慶応2年（1866年）6月22日、若年寄に再任されるが、翌慶応3年（1867年）4月27日には職を辞している。
慶応4年（1868年）1月に戊辰戦争が始まると、当初は新政府軍に恭順の意を唱えるが、仙台藩・米沢藩の要請に応じ奥羽越列藩同盟に加盟する。その結果、新政府軍の攻撃を受けて同年6月28日に泉陣屋は陥落し、忠紀は仙台藩に避難した。9月24日、忠紀は新政府軍に対し降伏・謝罪を申し入れ、9月27日に認められた。正式な処分の下るまでの間、謹慎を命じられた。同年11月5日、官位を止められた。忠紀は新政府に敵対したことにより、同年12月7日に2000石の減封、および強制隠居を命ぜられ、家督は養子の忠伸（本多忠行の長男）が継いだ。
明治2年（1869年）10月13日、従五位に復した。明治16年（1883年）2月16日に死去した。享年65。

## 系譜
父母
- 本多忠知（実父）
- お輝 ー 寺沢氏、側室（実母）
- 本多忠徳（養父）

正室、継室
- 多賀子 ー 堀直格の娘（正室）
- 喜子 ー 柳沢里顕の娘（継室）

養子
- 本多忠伸 ー 本多忠行の長男